# كابياء برازيلية
كابياء برازيلية (الاسم العلمي:Cavia aperea) هي نوع من الحيوانات يتبع جنس كابياء من فصيلة الكابيائية.